# Li'l Abner
Ferdinando (Li'l Abner no original) era uma tira satírica de quadrinhos americano que apareceu em vários jornais nos Estados Unidos e Canadá, ela apresentava um clã fictício de caipiras em uma cidade pobre chamada Dogpatch, Kentucky. Escrita e desenhada por Al Capp (1909-1979), a tira foi editada por 43 anos, a partir de 13 de agosto de 1934 até 13 de novembro de 1977. Foi distribuída pela United Feature Syndicate. Era lida diariamente por milhões de pessoas, mostrando como os personagens da tira de humor tiveram um forte impacto cultural. No Brasil a tira também era chamada de "Família Buscapé, nome que também foi usado numa série de TV  (The Beverly Hillbillies) e uma animação da Hanna Barbera (The Hillbilly Bears).